# Wil van der Aalst
Wil van der Aalst (Eersel, 29 de janeiro de 1966) é um cientista da computação holandês.
Seus interesses de pesquisa e ensino incluem sistemas de informação, gerenciamento de fluxo de trabalho, redes de Petri, mineração de processos, idioma de especificação e simulação.
Ele também é conhecido por seu trabalho em padrões de fluxo de trabalho.

## Biografia
Nascido em Eersel, Holanda, van der Aalst recebeu um mestrado em ciência da computação em 1988 na Technische Universiteit Eindhoven (TU / e) e um doutorado em  matemática em 1992 com a tese "Redes de Petri coloridas programadas e sua aplicação na logística", sob a supervisão de Jaap Wessels e Kees van Hee.
Em 1992, ele começou a trabalhar na Universidade de Tecnologia de Eindhoven como professor assistente do departamento de Matemática e Ciências da Computação, onde chefiou o grupo de pesquisa SMIS (Especificação e Modelagem de Sistemas de Informação). 2000 a 2003, tornou-se professor catedrático em meio período no departamento de Ciências da Computação. E de 2000 a 2006, ele foi chefe do departamento de Sistemas de Informação no departamento de Gerenciamento de Tecnologia da TU / e. Desde 2006, ele é professor titular do Departamento de Matemática e Ciência da Computação da Universidade de Tecnologia de Eindhoven. Ele também tem um compromisso de meio período no grupo de BPM da [Queensland University of Technology] (QUT).